# Brachionus
Brachionus is een geslacht van raderdiertjes uit de familie van de Brachionidae.

## Soorten
- Brachionus angularis Gosse, 1851
- Brachionus asplanchnoides Charin, 1947
- Brachionus calyciflorus Pallas, 1766
- Brachionus diversicornis (Daday, 1883)
- Brachionus leydigii Cohn, 1862
- Brachionus manjavacas Fontaneto, Giordani, Melone & Serra, 2007
- Brachionus plicatilis Müller, 1786
- Brachionus quadridentatus Hermann, 1783
- Brachionus rotundiformis Tschugunoff, 1921
- Brachionus rubens Ehrenberg, 1838
- Brachionus urceolaris Müller, 1773
- Brachionus ibericus Ciros-Peréz, Gómez & Serra, 2001
- Brachionus ahlstromi Lindeman, 1939
- Brachionus angusticollis Kertész, 1894
- Brachionus austrogenitus Ahlstrom, 1940
- Brachionus bennini Leissling, 1924
- Brachionus bicaudatus Schrank, 1776
- Brachionus bicornis Schrank, 1803
- Brachionus bidentatus Anderson, 1889
- Brachionus brehmi Sudzuki, 1999
- Brachionus budapestinensis Daday, 1885
- Brachionus chelonis Ahlstrom, 1940
- Brachionus costulatus Eichwald, 1844
- Brachionus cylindricus Schrank, 1776
- Brachionus diacanthus Schmarda, 1850
- Brachionus dichotomus Shephard, 1911
- Brachionus dimidiatus Bryce, 1931
- Brachionus dolabratus Harring, 1914
- Brachionus donneri Brehm, 1951
- Brachionus durgae Dhanapathi, 1974
- Brachionus falcatus Zacharias, 1898
- Brachionus forficula Wierzejski, 1891
- Brachionus gessneri Hauer, 1956
- Brachionus gillardi Hauer, 1966
- Brachionus havanaensis Rousselet, 1911
- Brachionus hyacinthinus Pallas, 1766
- Brachionus incertus Hauer, 1953
- Brachionus intermedius Herrick, 1885
- Brachionus jamaicensis Schmarda, 1859
- Brachionus keikoa Koste, 1979
- Brachionus kostei Shiel, 1983
- Brachionus kultrum Paggi, 1981
- Brachionus latissimus Schmarda, 1854
- Brachionus longipes Schmarda, 1859
- Brachionus longispinus Schrank, 1803
- Brachionus lotharingius Imhof, 1885
- Brachionus lyratus Shephard, 1911
- Brachionus macrocanthus Jakubski, 1912
- Brachionus margoi Daday, 1883
- Brachionus mirabilis Daday, 1897
- Brachionus mirus Daday, 1905
- Brachionus murphyi Sudzuki, 1989
- Brachionus muticus Schrank, 1803
- Brachionus nicaraguensis Schmarda, 1859
- Brachionus nilsoni Ahlstrom, 1940
- Brachionus novaezealandiae Morris, 1913
- Brachionus ooen Gosse, 1851
- Brachionus orientalis Rodewald, 1937
- Brachionus pala Müller, 1786
- Brachionus patagonicus Daday, 1902
- Brachionus polonskii Alenitzin, 1874
- Brachionus polycerus Schmarda, 1859
- Brachionus postcurvatus Kuczynski, 1991
- Brachionus pseudodolabratus Ahlstrom, 1940
- Brachionus pseudonilsoni Sudzuki, 1992
- Brachionus pterodinoides Rousselet, 1913
- Brachionus quadricornis Meissner, 1902
- Brachionus quadristriatus Kertész, 1894
- Brachionus rattus Schrank, 1793
- Brachionus satanicus Rousselet, 1911
- Brachionus schwoerbeli Koste, 1988
- Brachionus sericus Rousselet, 1907
- Brachionus sessilis Varga, 1951
- Brachionus spatiosus Rousselet, 1912
- Brachionus syenensis Schmarda, 1854
- Brachionus tridens Hood, 1893
- Brachionus urceus (Linnæus, 1758)
- Brachionus variabilis Hempel, 1896
- Brachionus zahniseri Ahlstrom, 1934